# Acidosasa chinouensis
Acidosasa chinouensis là một loài thực vật có hoa trong họ Hòa thảo. Loài này được (T.H.Wen) C.S.Chao & T.H.Wen mô tả khoa học đầu tiên năm 1988.